# انتظر حتى الظلام (فلم)
انتظر حتى الظلام (بالإنجليزية: Wait Until Dark) فيلم إثارة نفسي أمريكي لعام 1967، من إخراج تيرينس يونغ وإنتاج ميل فيرير، من سيناريو لروبرت كارينجتون وجين هوارد كارينجتون، استنادًا إلى مسرحية تحمل الاسم نفسه لفريدريك نوت عام 1966. الفيلم من بطولة أودري هيبورن، وآلان أركين، وريتشارد كرين. يتتبع الفيلم امرأة أصيبت بالعمى مؤخرًا، تتعرض لثلاثة مجرمين أثناء بحثهم عن دمية محشوة بالهيروين يعتقدون أنها موجودة في شقتها. ترشحت أودري هيبورن عن دورها في الفيلم لجائزة الأوسكار لأفضل ممثلة في عام 1967، وترشح زيمباليست جونيور لجائزة جولدن جلوب في فئة أفضل ممثل داعم.
تصنف الفيلم في المرتبة رقم 55 في قائمة عام 2001 التابعة لمعهد الفيلم الأمريكي «100 عام.. 100 إثارة»، وصنفته مجلة برافو في المرتبة العاشرة على قائمة «أكثر الأفلام رعباً».

## طاقم التمثيل
أودري هيبورن: في دور سوزي هندريكس
آلان أركين: في دور روات (هاري روات جونيور / هاري روات الأب)
ريتشارد كرينا: في دور مايك تالمان
إفريم زيمباليست جونيور: في دور سام هندريكس
جاك ويستون: في دور كارلينو
سامانثا جونز: في دور ليزا
جولي هيرود: في دور جلوريا
ميل فيرير: في دور المتحدث الإذاعي الفرنسي الكندي

## أحداث الفيلم
تهبط ليزا (سامانثا جونز) من الطائرة القادمة من مونتريال إلى مدينة نيويورك، لتهريب أكياس الهيروين المخيطة داخل دمية قديمة الطراز. تشعر ليزا عند نزولها بالقلق وهي ترى هاري روات (آلان أركين) يراقبها في المطار، وتعطي الدمية لأحد الركاب، وهو المصور المحترف سام هندريكس (إفريم زيمباليست جونيور)، لحفظها. يجبرها روات، الذي يراقبها على المغادرة معه.
يصل، بعد بضعة أيام، مايك تالمان (ريتشارد كرينا)، وكارلينو (جاك ويستون) إلى بيت سام وزوجته، سوزي (أودري هيبورن) العمياء منذ فترة غير بعيدة، منتحلين شخصيات فنانيين، معتقدين أنه مقر إقامة ليزا. يصل هاري، لإقناع تالمان وكارلينو بمساعدته في العثور على الدمية، بعد أن يكتشف المحتالين جثة ليزا، ويبتزهم روات لمساعدته في التخلص من الجثة، ويقنعهم بمساعدته في العثور على الدمية.
يتأكد للمحتالين أن المصور سام في مهمة تصوير فوتوغرافي، وتبدأ لعبة خداع متقنة، مستخدمين عمى سوزي.
تتسلل الفتاة الصغيرة جلوريا (جولي هيرود)، التي تسكن في الطابق العلوي والتي استعارت الدمية في وقت سابق، لإعادتها، بينما تدرك سوزي أن الثلاثة رجال هم مجرمين، وتخفي الدمية، وتخبرهم أن الدمية موجودة في استوديو سام، ويغادر الثلاثة بعد أن قطع روات سلك الهاتف، ويبقى كارلينو للحراسة خارج المبنى. ترسل سوزي غلوريا إلى محطة الحافلات لانتظار سام، وعندما تكتشف قطع سلك الهاتف، تستعد للدفاع عن نفسها من خلال كسر جميع المصابيح الموجودة في الشقة باستثناء مصباح الأمان. يعود مايك، وقد أدرك أن سوزي تعرف الحقيقة، ويطلب الدمية، لكنها ترفض التعاون. يعترف مايك لسوزي بأنه وحلفائه جزء من مؤامرة إجرامية، بينما روات هو الخطر، ويؤكد لها أنه أرسل كارلينو لقتل روات. يكتشف روات خطة الآخرين ضده، ويقوم بقتل كارلينو، ثم قتل مايك على عتبة شقة سوزي.
يهدد روات بإضرام النار في الشقة، وتوافق سوزي أخيرًا على إعطائه الدمية، ولكنها تلقي بمواد كيميائية على وجه روات وتفصل الضوء الآمن بينما تغرق الشقة في الظلام. يستخدم روات أعواد الثقاب ليرى، لكن سوزي تغرقه بالبنزين، مما يجبره على إخماد النار. يجد روات الضوء عن طريق فتح الثلاجة، وتدرك سوزي أنها خسرت المعركة، وتخرج الدمية من مخبأها وتسلمها إليه. بينما تشتت انتباه روات عنها، تستطيع سوزي تسليح نفسها بسكين مطبخ، وتطعنه وتهرب. لا تتمكن سوزي من الهروب من الباب الأمامي المقيد بالسلاسل وتعثرت في نافذة المطبخ لتصرخ طلباً للمساعدة، لكن روات يمسك بكاحلها. تحاول سوزي جذب نفسها وتحتجب خلف باب الثلاجة. يقف روات ليطعنها، ولكن سوزي تقوم بفصل الثلاجة، مما يغرق البيت في الظلام مرة أخرى. تصل الشرطة مع سام وغلوريا، ويتم العثور على سوزي، دون أن تصاب بأذى، خلف باب الثلاجة، بينما استقرت جثة روات ميتاً في مكان قريب.

## استقبال الفيلم
كان الفيلم واحدًا من أكثر الأفلام شهرة في عام صدوره 1967، حيث حقق من إيجارات دور العرض الأمريكية مبلغ 17.550.741 دولار.
منح موقع الطماطم الفاسدة الفيلم تقييماً مقداره 96% بناءاً على آراء 23 ناقداُ سينمائياً، وكتب إجماع نقاد الموقع: «متوتر بشكل لاذع وتمثيله بارع،» انتظر حتى الظلام«هو فيلم إثارة مدمج يحقق أقصى استفادة من فرضيته الذكية الشيطانية».
منح موقع ميتاكريتيك الفيلم 81% بناءً على آراء 9 نقاد.
احتل الفيلم المرتبة العاشرة في قائمة مجلة برافو «الأفلام المائة الأكثر في لحظات الرعب»  نظرًا لذروته المثيرة.
وصف الناقد بوسلي كروثر الفيلم قائلاً: «ميلودراما مكشوفة، بدون الكشف عن شخصية من أي نوع، وشخصية لديها ثبات للتغلب على ضعفها»؛ لقد أحب أداء هيبورن، قائلاً: «الحلاوة التي تلعب بها الآنسة هيبورن الدور المؤثر، والسرعة التي تتغير بها، والمهارة التي تظهر بها الرعب، تجذب إليها التعاطف والقلق، وتعطيها صلابة حقيقية في المشاهد الأخيرة».
كتبت مجلة التايم إن الفيلم كان لديه "سيناريو أفضل، تم عرضه وتمثيله" من إنتاج مسرحية برودواي التي سبقته، وبينما "القصة مليئة بالثغرات مثل "مصفاة المطبخ"، يساعد أداء هيبورن الصادق والخالي من الموقف على تعليق عدم تصديق الجمهور، وهي مدعومة بشكل كبير من الممثلين: جاك ويستون، وريتشارد كرينا، وآلان أركين... ببراعة، تتعاون هيبورن وأركين لإحياء موضوع قديم "الفتاة التي لا حول لها ولا قوة ضد الاحتمالات"، التي لم تعد موضة منذ أن صرخت دوروثي ماكغواير وباربرا ستانويك طلبًا للمساعدة في فيلم "الدرج الحلزوني" 1946، و"عذرا الرقم خاطيء" عام 1948.
منح الناقد روجر إيبرت الفيلم ثلاث نجوم ونصف من أصل أربعة نجوم، وكتب: «الآنسة هيبورن ربما تكون بسيطة للغاية وموثوقة، وآلان أركين (بصفته قاتلًا ساديًا) ليس مقنعًا بشكل خاص في أداء مبالغ فيه. ولكن هناك بعض المقاطع اللطيفة والمثيرة للإرهاب (بما في ذلك تلك اللحظة الشهيرة عندما تصرخ كل فتاة مراهقة في المسرح)، وبعد بداية بطيئة، تغريك الحبكة».

## الجوائز والترشيحات
جوائز الأوسكار - الولايات المتحدة الأمريكية 1968: ترشح لجائزة أفضل ممثلة (أودري هيبورن).
جوائز غولدن غلوب - الولايات المتحدة الأمريكية 1968: ترشح لجائزة أفضل ممثلة رئيسية (أودري هيبورن)، وجائزة أفضل ممثل مساعد (إفريم زيمباليست جونيور).
جوائز لوريل 1968: ترشح لجائزة لوريل الذهبية لأفضل فيلم دراما (جاء في المركز الخامس)، وجائزة أفضل أداء درامي لممثلة (أودري هيبورن).

## روابط خارجية
- انتظر حتى الظلام على موقع IMDb (الإنجليزية)
- انتظر حتى الظلام على موقع ميتاكريتيك (الإنجليزية)
- انتظر حتى الظلام على موقع روتن توميتوز (الإنجليزية)
- انتظر حتى الظلام على موقع ألو سيني (الفرنسية)
- انتظر حتى الظلام على موقع Turner Classic Movies (الإنجليزية)
- انتظر حتى الظلام على موقع أول موفي (الإنجليزية)
- انتظر حتى الظلام على موقع فيلمافينيتي (الإسبانية)
- انتظر حتى الظلام على موقع قاعدة بيانات الأفلام السويدية (السويدية)
- انتظر حتى الظلام على موقع قاعدة بيانات الفيلم (الإنجليزية)
- انتظر حتى الظلام على موقع ليتربوكسد (الإنجليزية)